# Nadorite
La nadorite è un minerale appartenente alle cosiddette fasi di Sillen descritte nel 1941 da Sillen. La prima identificazione del minerale è del 1870 nella località del Djebel Nador in Algeria, da cui ha preso il nome. Successivamente è stato scoperto in altre località. Chimicamente è un ossicloruro e la struttura cristallina è stata rivelata non prima del 1973 da G. Giuseppetti.

## Origine e giacitura
La prima descrizione appare nel 1870 e la località del Djebel Nador darà il nome al minerale. Se ne trovano anche nella località limitrofa del Djebel Debar. Successivamente sono stati descritti altri ritrovamenti in Inghilterra, Svezia, Australia, Stati Uniti nord-occidentali, Namibia.

## Sintesi e reattività
È stato sintetizzato in laboratorio partendo da PbCl2, PbO e Sb2O3 , secondo la procedura: 0,169 g, 0,1 mmol PbO, 0.211 g, 0,1 mmol PbCl2, 0,243 g, 0,11 mmol Sb2O3 posti all'interno di un tubo di quarzo successivamente il tutto portato a 500 °C per 24 h quindi raffreddato rapidamente (2 °C al minuto). Si ottiene sotto forma di polvere policristallina giallo-verde.
Tra 500-700 °C perde cloro secondo la reazione:
```
O
2
(g) + 2PbSbO
2
Cl --> PbSb
2
O
6
 + Cl
2
(g)
```